# Lövås
För personer med efternamnet Lövås, se Gustaf Lövås och Edin Lövås
Lövås är en tidigare småort i Anderstorps distrikt (Anderstorps socken) i Gislaveds kommun. Orten tillhörde tidigare Reftele socken, men fördes 1817 till Anderstorps socken.